# Fjolla

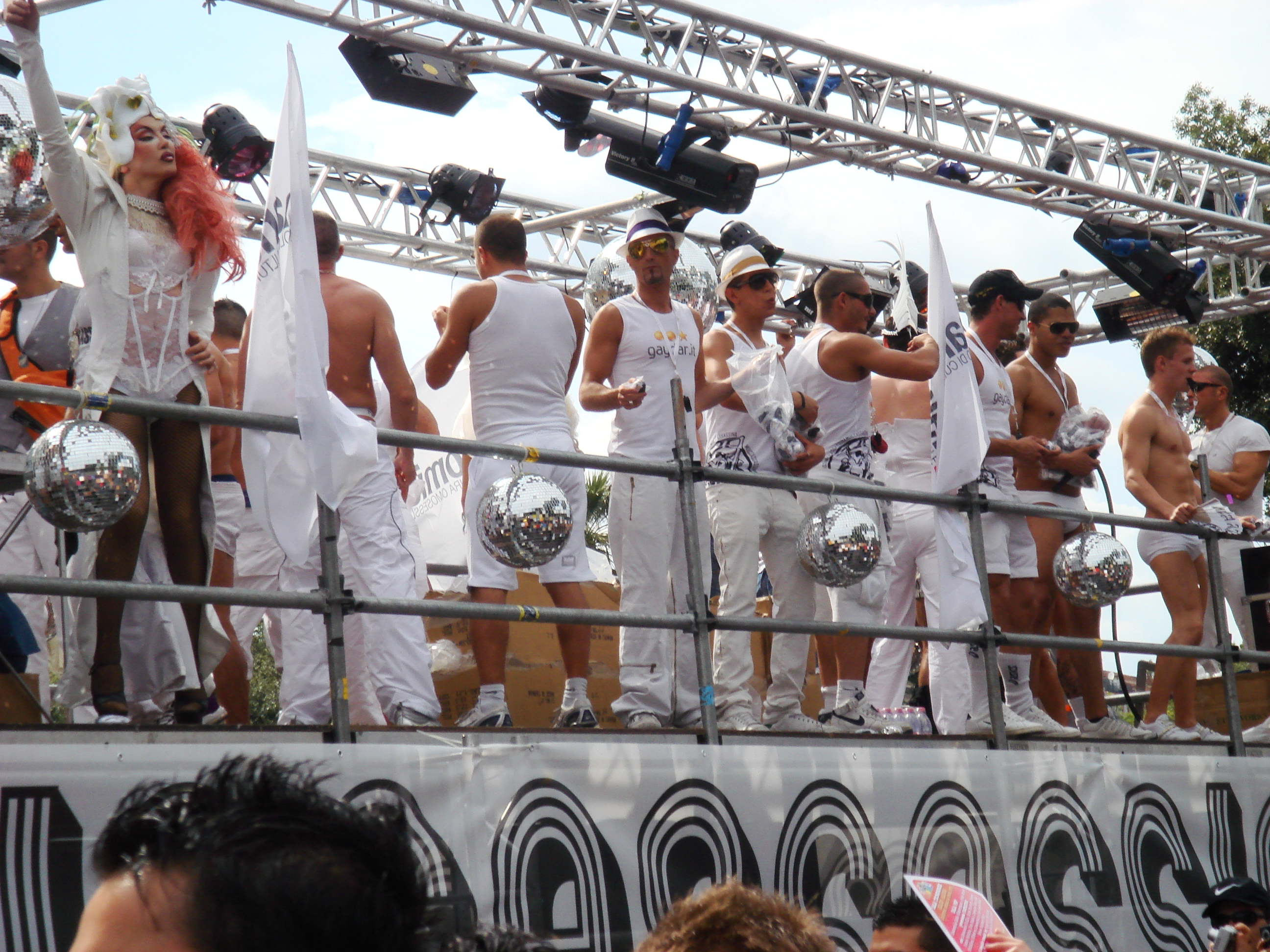
Gay Pride di Roma i Rom 2008.

Fjolla (femininum av fjolle, ursprungligen av fornsvenskan fol) betyder tok/toka, dåre, fjant eller enligt NE "flicka eller kvinna som saknar stadga i karaktär och intellekt". Etymologiskt ligger ordet nära franskans folle, "toka", och engelskans fool, "dåre". Ordet har använts sedan 1685 i NE:s ovan angivna betydelse, och kommer förmodligen från det fornfranska ordet fol, som betyder dåraktig. Ordet finns med samma betydelse och stavning som svenska i norskan. I södra och västra Sverige har ordet fjolla kvar denna ursprungliga betydelse som substantiv, men kan, använt som verb, också betyda att fjanta sig, att gorma. I mellersta och norra landet används ordet idag ofta nedsättande i betydelsen "omanlig" eller feminin man.
Begreppet används numera ofta på homosexuella män, då en stereotyp bild av homosexuella män är att de är feminina och "fjantiga". Denna bild har populariserats genom tv-program som Fab 5 och Design: Simon & Tomas. Björnrörelsen är en gayrörelse som istället vill lyfta fram den motsatta sidan, med de attribut som är typiska för stereotypen "riktig man" (jämför urtypen skogshuggare), såsom skägg, kroppsbehåring och övervikt. En annan ytterlighet är läderbögen, som ska representera den "hårda" sidan och en förkärlek för BDSM. Denna polarisering har bidragit till mytbildningen kring homosexuella, jämför butch och femme för homosexuella kvinnor. 
Då kulturgränserna och könsrollerna ofta är något lösare på större orter har subkulturer som transvestiter, metrosexuella och schlagerbögar ett större handlingsutrymme. Detta har gett upphov till det skämtsamma begreppet Fjollträsk om Stockholm. 